# Durio malaccensis
Durio malaccensis Planch. ex Mast., 1874 è un albero della famiglia delle Malvacee.

## Descrizione
L'albero può raggiungere l'altezza di 20 metri. I frutti non sono commestibili.